# Прем'єр-міністр Португалії
Прем'єр-міністр Португалії (порт. Primeiro-ministro de Portugal, вимовляється МФА: [pɾiˈmɐiɾu mɨˈniʃtɾu]) — сучасна назва глави уряду Португальської Республіки. Як голова виконавчої влади, прем'єр-міністр координує дії своїх міністрів, представляє уряд перед іншими гілками влади (президент Республіки, Національна Асамблея, судова влада), звітується перед Національною Асамблеєю, а також інформує президента Республіки. Одночасно з функціями глави уряду, прем'єр-міністр Португалії може виконувати функції одного або кількох міністрів.
Не існує ліміту кількості мандатів прем'єр-міністра Португалії (наприклад, президент Республіки не може бути обраний на понад два терміни поспіль). Призначення на посаду прем'єр-міністра робить президент Республіки, унаслідок законодавчих виборів, на яких обираються депутати до Асамблеї і після заслуховування в ній представників відповідних партій. Як правило, прем'єр-міністром призначається лідер партії-переможця.
Сучасну назву глави уряду (прем'єр-міністр Португалії) було офіційно закладено в Конституції 1976 року, що була прийнята після Революції гвоздик 25 квітня 1974 року. Проте посада глави уряду Португалії має значну історію, в процесі якої вона зазнавала різних назв і визначень: chanceler-mor, mordomo-mor, escrivão da puridade, державний секретар (порт. secretário de estado), державний секретар Внутрішніх справ Імперії (порт. secretário de estado dos Negócios Interiores do Reino), ministro assistente ao Despacho, голова Ради міністрів (порт. presidente do Conselho de Ministros), голова Міністерства (порт. presidente do Ministério), голова Ради (порт. presidente do Conselho) тощо.
Офіційна резиденція прем'єр-міністра Португалії (з 1938 року) розміщена у західній частині міста Лісабона, — це невеличкий паласет поруч із національним палацом Сан-Бенту.